# Bradley M. Kuhn
Bradley M. Kuhn é um ativista do software livre. Ele foi o chefe executivo da Free Software Foundation (FSF) e hoje é o CTO do Software Freedom Law Center (SFLC).
Em 1992 ele foi um dos pioneiros na adoção do sistema operacional GNU/Linux e nos anos seguintes contribuiu em inúmeros projetos da FSF. Durante os anos 90 ele trabalhou como administrador de sistemas e desenvolvedor de software como consultor de software livre para a Westinghouse, Lucent Technologies dentre outras inúmeras pequenas companhias. 
No início do ano 2000, ele foi contratado para trabalhar para a FSF como diretor executivo, função que exerceu de março de 2001 até março de 2005.